# Irmantas Jarukaitis
Irmantas Jarukaitis (* 6. Februar 1973 in Prienai) ist ein litauischer Jurist und Europarechtler. Er ist aktuell aus Litauen entsandter Richter am Europäischen Gerichtshof (EuGH) und war zuvor Richter des Obersten Verwaltungsgerichts Litauens.

## Leben
Von 1992 bis 1997 absolvierte Irmantas Jarukaitis das Diplomstudium der Rechtswissenschaften an der Juristischen Fakultät der Universität Vilnius. Danach promovierte er 2008 zum Thema „EU und Litauen: verfassungsrechtliche Grundlagen der Mitgliedschaft“ (Betreuer Prof. Vilenas Vadapalas, Lehrstuhl für EU-Recht und Völkerrecht). Er ist am Lehrstuhl bisher als Dozent tätig. Er bildete sich mehrmals im Ausland weiter.
Von April 1995 bis 1996 war er Oberspezialist der Verwaltungsabteilung und ab November 1996 der Internationalen Abteilung im Verteidigungsministerium Litauens. Ab Juli 1997 arbeitete er am Departement für Europarecht an der Regierung Litauens, später im Departament für Europarecht am Justizministerium Litauens als Oberspezialist, Leiter der Unterabteilung für Menschenrechte und Völkerrecht und stellvertretender Generaldirektor des Departements.
Ab 2010 war er Richter, ab 2012 Vizepräsident und von 2015 bis 2017 kommissarischer Präsident im Lietuvos vyriausiasis administracinis teismas. Jarukaitis wurde im Oktober 2018 für eine sechsjährige Amtszeit litauischer Richter am Europäischen Gerichtshof, wo er Egidijus Jarašiūnas in dieser Funktion ablöste. Diese Amtszeit wurde am 3. Juli 2024 verlängert. Seit dem 8. Oktober 2024 ist Präsident der Vierten Kammer des Europäischen Gerichtshofs.
Er spricht Englisch, Russisch und Französisch sowie beherrscht die Grundlagen des Polnischen.